# ノーフォーク海軍基地

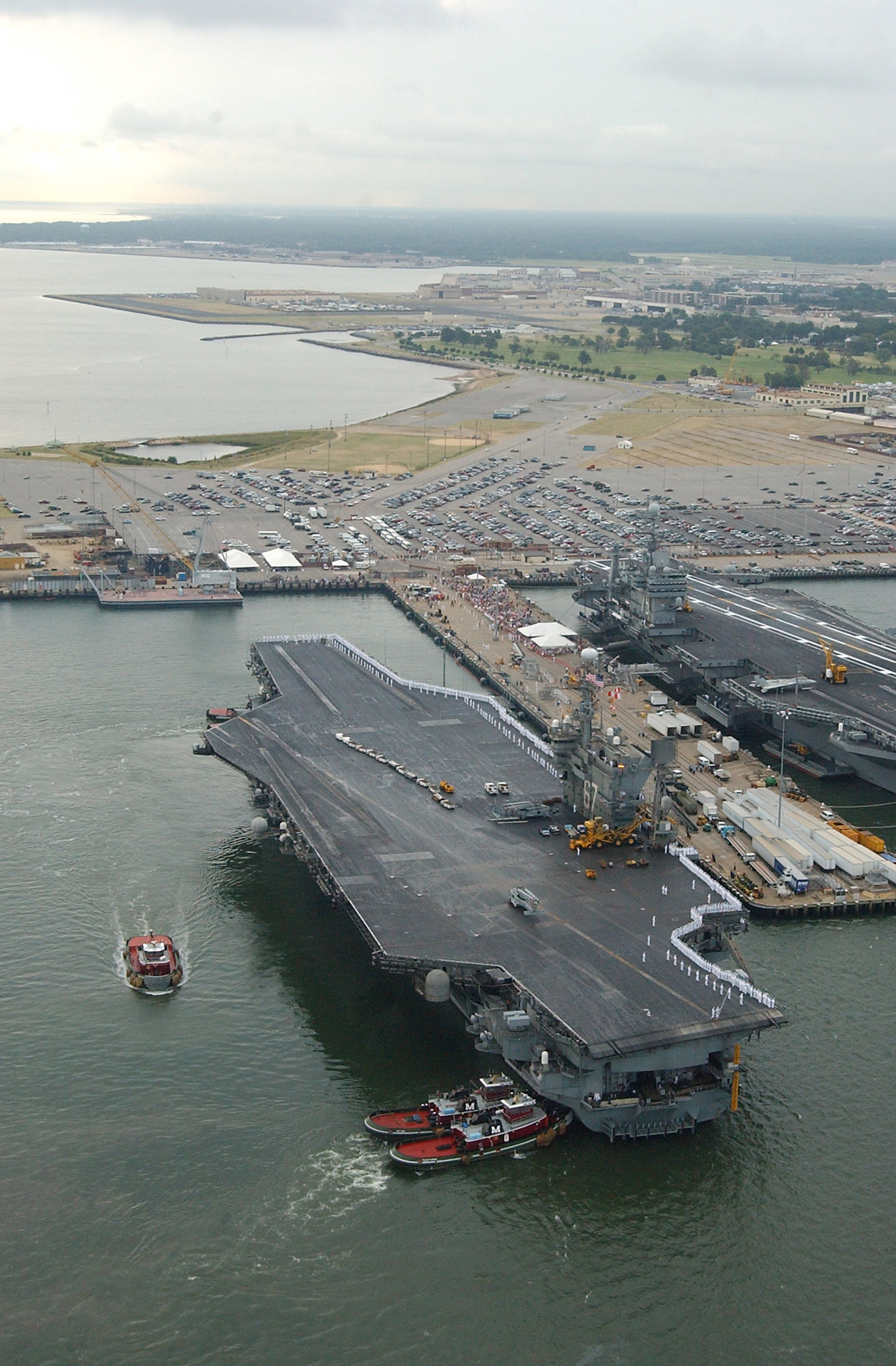
ノーフォーク海軍基地に入港する空母ジョン・F・ケネディ

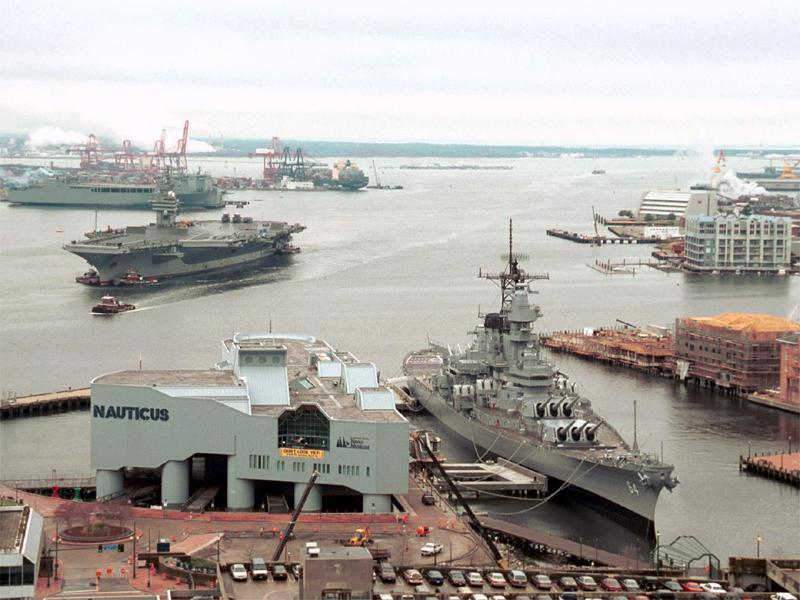
ノーティカスと戦艦ウィスコンシン

ノーフォーク海軍基地（ノーフォークかいぐんきち、Naval Station Norfolk）は、アメリカ合衆国バージニア州ノーフォークにあるアメリカ海軍の基地。世界最大の海軍基地であり、アメリカ艦隊総軍、アメリカ海兵隊総軍および北大西洋条約機構の変革連合軍が司令部を置いている。基地には13の桟橋、11の格納庫がある。

## 歴史
1917年4月、第一次世界大戦の最中、かねてより計画されていた海軍基地の設立のための土地購入、建設購入の160万ドルの予算が可決された。用地は1907年にアメリカ大陸入植300周年を祝うジェームズタウン博覧会が行われた跡地を利用した。
1917年7月4日、ノーフォーク海軍基地は海軍運用基地として設立され、1918年までには34,000人の海兵が所属したが、大戦後は人員削減と待機状態がしばらく行われた。1939年に第二次世界大戦がはじまり、航空機の新たな滑走路とそれに関するハンガー・基地、海上戦闘用の施設他、多数の司令部の機能が設立される。
1953年1月1日、正式にノーフォーク海軍基地に名称変更される。
1968年、基地内にアポロ7号の支援活動に参加した艦艇と航空機の指令を司る大西洋支援管理センターを置いた。
1990年代、冷戦後による軍縮のため基地施設を減らすなどの費用削減を行われ、1999年2月5日、ノーフォーク海軍航空基地と合併した。
2012年にかけて米艦コール襲撃事件、アメリカ同時多発テロの度重なる襲撃テロを受け、1,250万ドル以上をかけてテロ対策を行った。

## 所属部隊及び艦艇
ノーフォーク海軍基地は、4個空母打撃群とそれらに所属する艦船、補助・支援艦艇が母港としている。（2018年3月現在）

### 空母打撃群
- 第2空母打撃群/ジョージ・H・W・ブッシュ打撃群 (Carrier Strike Group Two, CSG 2/George H.W. Bush Carrier Strike Group)
- 第8空母打撃群/ハリー・S・トルーマン打撃群 (Carrier Strike Group Eight, CSG 8/Harry S. Truman Carrier Strike Group)
- 第10空母打撃群/ドワイト・D・アイゼンハワー打撃群 (Carrier Strike Group Ten, CSG 10/Dwight D. Eisenhower Carrier Strike Group)
- 第12空母打撃群/ジェラルド・R・フォード 打撃群 (Carrier Strike Group Twelve, CSG 12/Theodore Roosevelt Carrier Strike Group)

### 駆逐隊
- 第2駆逐隊 (Destroyer Squadron 2, DESRON 2)
- 第22駆逐隊 (Destroyer Squadron 22, DESRON 22)
- 第26駆逐隊 (Destroyer Squadron 26, DESRON 26)
- 第28駆逐隊 (Destroyer Squadron 28, DESRON 28)

### 航空母艦
- ニミッツ級航空母艦ドワイト・D・アイゼンハワー (USS Dwight D. Eisenhower, CVN-69)
- ニミッツ級航空母艦エイブラハム・リンカーン (USS Abraham Lincoln, CVN-72)
- ニミッツ級航空母艦ジョージ・ワシントン (USS George Washington, CVN-73)
- ニミッツ級航空母艦ハリー・S・トルーマン (USS Harry S. Truman, CVN-75)
- ニミッツ級航空母艦ジョージ・H・W・ブッシュ (USS George H.W. Bush, CVN-77)
- ジェラルド・R・フォード級航空母艦ジェラルド・R・フォード (USS Gerald R. Ford, CVN-78)

### ミサイル巡洋艦
- タイコンデロガ級ミサイル巡洋艦レイテ・ガルフ (USS Leyte Gulf, CG-55)
- タイコンデロガ級ミサイル巡洋艦サン・ジャシント (USS San Jacinto, CG-56)
- タイコンデロガ級ミサイル巡洋艦ノルマンディー (USS Normandy, CG-60)
- タイコンデロガ級ミサイル巡洋艦モンテレー (USS Monterey, CG-61)
- タイコンデロガ級ミサイル巡洋艦アンツィオ (USS Anzio, CG-68)
- タイコンデロガ級ミサイル巡洋艦ヴェラ・ガルフ (USS Vella Gulf, CG-72)

### 揚陸艦
- ワスプ級強襲揚陸艦キアサージ (USS Kearsarge, LHD-3)
- ワスプ級強襲揚陸艦バターン (USS Bataan, LHD-5)
- トレントン級ドック型輸送揚陸艦ポンス (USS Ponce, AFSB(I)-15)
- サン・アントニオ級ドック型輸送揚陸艦サン・アントニオ (USS San Antonio, LPD-17)
- サン・アントニオ級ドック型輸送揚陸艦メサ・ヴェルデ (USS Mesa Verde, LPD-19)
- サン・アントニオ級ドック型輸送揚陸艦アーリントン (USS Arlington, LPD-24)

### ミサイル駆逐艦
- アーレイ・バーク級ミサイル駆逐艦アーレイ・バーク (USS Arleigh Burke, DDG-51)
- アーレイ・バーク級ミサイル駆逐艦スタウト (USS Stout, DDG-55)
- アーレイ・バーク級ミサイル駆逐艦ミッチャー (USS Mitscher, DDG-57)
- アーレイ・バーク級ミサイル駆逐艦ラブーン (USS Laboon, DDG-58)
- アーレイ・バーク級ミサイル駆逐艦ラメージ (USS Ramage, DDG-61)
- アーレイ・バーク級ミサイル駆逐艦ゴンザレス (USS Gonzalez, DDG-66)
- アーレイ・バーク級ミサイル駆逐艦コール (USS Cole, DDG-67)
- アーレイ・バーク級ミサイル駆逐艦マハン (USS Mahan, DDG-72)
- アーレイ・バーク級ミサイル駆逐艦マクファール (USS McFaul, DDG-74)
- アーレイ・バーク級ミサイル駆逐艦オスカー・オースチン (USS Oscar Austin, DDG-79)
- アーレイ・バーク級ミサイル駆逐艦ウィンストン・S・チャーチル (USS Winston S. Churchill, DDG-81)
- アーレイ・バーク級ミサイル駆逐艦バルクリー (USS Bulkeley, DDG-84)
- アーレイ・バーク級ミサイル駆逐艦メイソン (USS Mason, DDG-87)
- アーレイ・バーク級ミサイル駆逐艦ニッツェ (USS Nitze, DDG-94)
- アーレイ・バーク級ミサイル駆逐艦ジェームズ・E・ウィリアムズ (USS James E. Williams, DDG-95)
- アーレイ・バーク級ミサイル駆逐艦ベインブリッジ (USS Bainbridge, DDG-96)
- アーレイ・バーク級ミサイル駆逐艦フォレスト・シャーマン (USS Forrest Sherman, DDG-98)
- アーレイ・バーク級ミサイル駆逐艦トラクスタン (USS Truxtun, DDG-103)
- アーレイ・バーク級ミサイル駆逐艦グレーヴリー (USS Gravely, DDG-107)
- アーレイ・バーク級ミサイル駆逐艦ジェイソン・ダンハム (USS Jason Dunham, DDG-109)

### 原子力潜水艦
- ロサンゼルス級原子力潜水艦ヘレナ (USS Helena, SSN-725)
- ロサンゼルス級原子力潜水艦ニューポート・ニューズ (USS Newport News, SSN-750)
- ロサンゼルス級原子力潜水艦オールバニ (USS Albany, SSN-753)
- ロサンゼルス級原子力潜水艦スクラントン (USS Scranton, SSN-756)
- ロサンゼルス級原子力潜水艦ボイシ (USS Boise, SSN-764)
- バージニア級原子力潜水艦ジョン・ウォーナー (USS John Warner, SSN-785)

### 軍事海上輸送司令部・大西洋（MSCLANT）所属艦船
- ポーハタン級艦隊航洋曳船アパッチ (USNS Apache, T-ATF-172)
- サプライ級高速戦闘支援艦サプライ (USNS Supply, T-AOE-6)
- サプライ級高速戦闘支援艦アークティック (USNS Arctic, T-AOE-8)
- ヘンリー・J・カイザー級給油艦ルロイ・グラマン (USNS Leroy Grumman, T-AO-195)
- ヘンリー・J・カイザー級給油艦カナワ (USNS Kanawha, T-AO-196)
- ヘンリー・J・カイザー級給油艦ビッグ・ホーン (USNS Big Horn, T-AO-198)
- ヘンリー・J・カイザー級給油艦パタクセント (USNS Patuxent, T-AO-201)
- ヘンリー・J・カイザー級給油艦ララミー (USNS Laramie, T-AO-203)
- マーシー級病院船コンフォート (USNS Comfort, T-AH-20)
- セーフガード級救難艦グラスプ (USNS Grasp, T-ARS-51)
- セーフガード級救難艦グラップル (USNS Grapple, T-ARS-53)
- ルイス・アンド・クラーク級貨物弾薬補給艦ルイス・アンド・クラーク (USNS Lewis and Clark, T-AKE-1)
- ルイス・アンド・クラーク級貨物弾薬補給艦サカガウィア (USNS Sacagawea, T-AKE-2)
- ゼウス級ケーブル敷設艦ゼウス (USNS Zeus, T-ARC-7)